# Пробудження (фільм, 2013)
«Пробудження» — український короткометражний фантастичний фільм-драма режисера Мар'яни Литвинової. Стрічка увійшла до «Альманаху № 3» від творчого об'єднання «Вільні».

## Синопсис
Історія творчо обдарованого юнака. Він шукає своє місце у світі, не зважаючи на нерозуміння оточуючих, жорстокість і біль.

## У ролях
- Микита Сітдіков
- Наталія Краснянська
- Христина Данилова
- Віталій Савчук
- Юрій Хробуст
- Олег Седлецький
- Костянтин Афанасьєв